# Fitoekologija
Fitoekologija ili ekološka geobotanika jeste deo ekologije koja istražuje distribuciju i izobilje biljaka i biljnih zajednica, efekte faktora životne sredine na zastupljenost biljaka, kao i interakcije među biljkama i sa drugim organizmima.
Pojam je u botaničku ekologiju uveo danski botaničar Evgen Varming 1895. godine.
Različite biljke, grupe biljaka, odlikuju se svojim specifičnim životnim formama, prilagođenim sredini. Svojim posebnim osobinama pojedine životne forme karakterišu i specifičnost staništa na koje su prilagođene (npr. forme kaktusa – kserofitе – karakteristika su pustinjskih predjela, itd.)
Međutim, biljne vrste mogu istovremeno biti u istoj meri prilagođene na sve raznolike ekološke uslove, a u kolikoj će meri biti prilagođena svim veoma promenljivim faktorima sredine zavisi od ekološke valence (amplituda variranja nekog ekološkog faktora u čijim granicama je moguć opstanak neke vrste).

## Literatura
- Archibold, O.W. (1995). Ecology of World Vegetation. Chapman and Hall, London.
- Cittadino, Eugene (15. 8. 2002). Nature as the Laboratory: Darwinian Plant Ecology in the German Empire, 1880-1900. Cambridge University Press. ISBN 978-0-521-52486-5.
- Keddy, Paul A. (2007). Plants and Vegetation. Cambridge: Cambridge University Press. ISBN 978-0-521-86480-0.
- Crawley, Michael J. (1997) [1986]. Plant Ecology. Blackwell Scientific Publications. ISBN 978-0-632-01363-0. Приступљено 24. 4. 2012.
- Gibson, J. Phil; Gibson, Terri R. (2006). „Plant Ecology”. Green World. ISBN 978-0-7910-8566-0. Приступљено 24. 4. 2012.